# Roquebrune (Gironde)
Roquebrune település Franciaországban, Gironde megyében. Lakosainak száma 281 fő (2022. január 1.). Roquebrune Neuffons, Saint-Hilaire-de-la-Noaille, Coutures, Fossès-et-Baleyssac, Loubens, Mesterrieux és Saint-Sulpice-de-Guilleragues községekkel határos.

## Népesség
A település népessége az elmúlt években az alábbi módon változott:
| Lakosok száma | 258  | 230  | 213  | 231  | 252  | 267  | 280  | 284  | 283  | 281  |
|               | 1968 | 1982 | 1990 | 2006 | 2013 | 2015 | 2017 | 2019 | 2020 | 2022 |